# Lida (Nevada)
Koordinaten: 37° 27′ 29″ N, 117° 29′ 53″ W
Lida ist eine Geisterstadt im Esmeralda County im Bundesstaat Nevada.

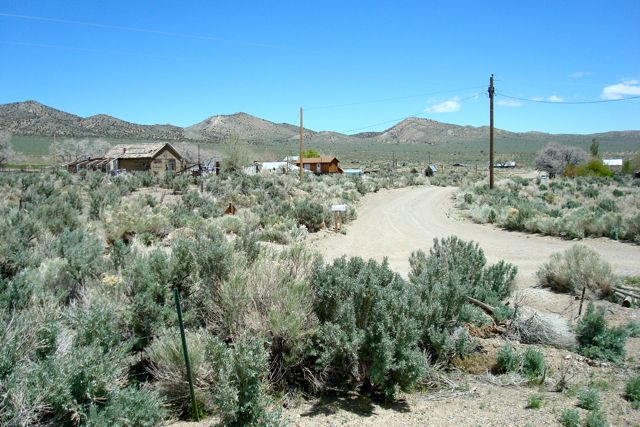
Blick auf Lida

## Lage
Nördlich der Nevada State Route 266 liegt am Ausgang des Lida Canyon  am südlichen Abhang der Palmetto Mountains auf einer Höhe von 1878 Meter. Lida Junction am U.S. Highway 95 befindet sich rund 28 Kilometer östlich, bis zur Grenze zum Bundesstaat Kalifornien in westlicher Richtung ist etwa die gleiche Entfernung zu überwinden.

## Geschichte
Vor dem Eintreffen europäischer Siedler waren vor allem die umliegenden Berge Ziel der Streifzüge der Schoschonen und Paiute, da die hier befindlichen Kiefern und Kakteen eine Nahrungsquelle boten. Erste, hauptsächlich mexikanische und indianische Prospektoren erreichten das wasserarme und abweisende Gebiet erst Mitte des 19. Jahrhunderts, fanden hier und im nahen gelegenen Tule Canyon aber abbauwürdige Silbervorkommen.
Ähnlich zum rund 20 Kilometer westlich gelegenen Palmetto begann die Intensivierung des Abbaus um 1867, als ein Mining District festgelegt wurde. Der United States Postal Service eröffnete am 17. März 1873 ein Postamt, ordnete dieses aber in Unkenntnis der genauen Lage der Ortschaft zunächst dem Inyo County zu, bevor dies etwa einen Monat später korrigiert wurde. Als Hauptverkehrsader wurde eine Straße nach Silver Peak angelegt, von wo aus bereits eine Verbindung nach Wadsworth an der Linie der Central Pacific Railroad bestand. Dampfgetriebene Erzmühlen, welche das Wasser lokaler Quellen nutzten, wurden errichtet, doch wurden reichhaltigere Erze zur Aufbereitung nach Belmont und Austin verbracht.  
Bereits in den achtziger Jahren des 19. Jahrhunderts ging die Bedeutung des Bergbaus wie im gesamten Bundesstaat zurück, doch führten die Funde bei Goldfield und Tonopah zu einem neuen, aber kurzen Boom. Im Jahr 1905 lebten rund 300 Menschen in Lida, hauptsächlich diente es als Servicezentrum umliegender Minen. Wasser der umliegenden Quellen wurde mittels einer Pipeline nach Goldfield geliefert, eine für Fahrzeuge nutzbare Straße nach Big Pine wurde 1905 eröffnet. Aber bereits 1907 war dieser Boom beendet, ein langsamer aber stetiger Niedergang begann. Das Postamt wurde Ende 1918 geschlossen und in Gold Point neu errichtet.
Heute ist Lida zumindest saisonal noch bewohnt, allerdings existieren keine öffentlichen Einrichtungen abgesehen von einer Informationstafel an der State Route südlich gegenüber der Ortszufahrt.